# Municipio de Cleveland (condado de Edmunds)
El municipio de Cleveland (en inglés: Cleveland Township) es un municipio ubicado en el condado de Edmunds en el estado estadounidense de Dakota del Sur. En el año 2010 tenía una población de 17 habitantes y una densidad poblacional de 0,18 personas por km².

## Geografía
El municipio de Cleveland se encuentra ubicado en las coordenadas 45°22′40″N 99°9′21″O / 45.37778, -99.15583. Según la Oficina del Censo de los Estados Unidos, el municipio tiene una superficie total de 93.4 km², de la cual 92,58 km² corresponden a tierra firme y (0,88 %) 0,82 km² es agua.

## Demografía
Según el censo de 2010, había 17 personas residiendo en el municipio de Cleveland. La densidad de población era de 0,18 hab./km². De los 17 habitantes, el municipio de Cleveland estaba compuesto por el 100 % blancos. Del total de la población el 0 % eran hispanos o latinos de cualquier raza.